# Hakapik

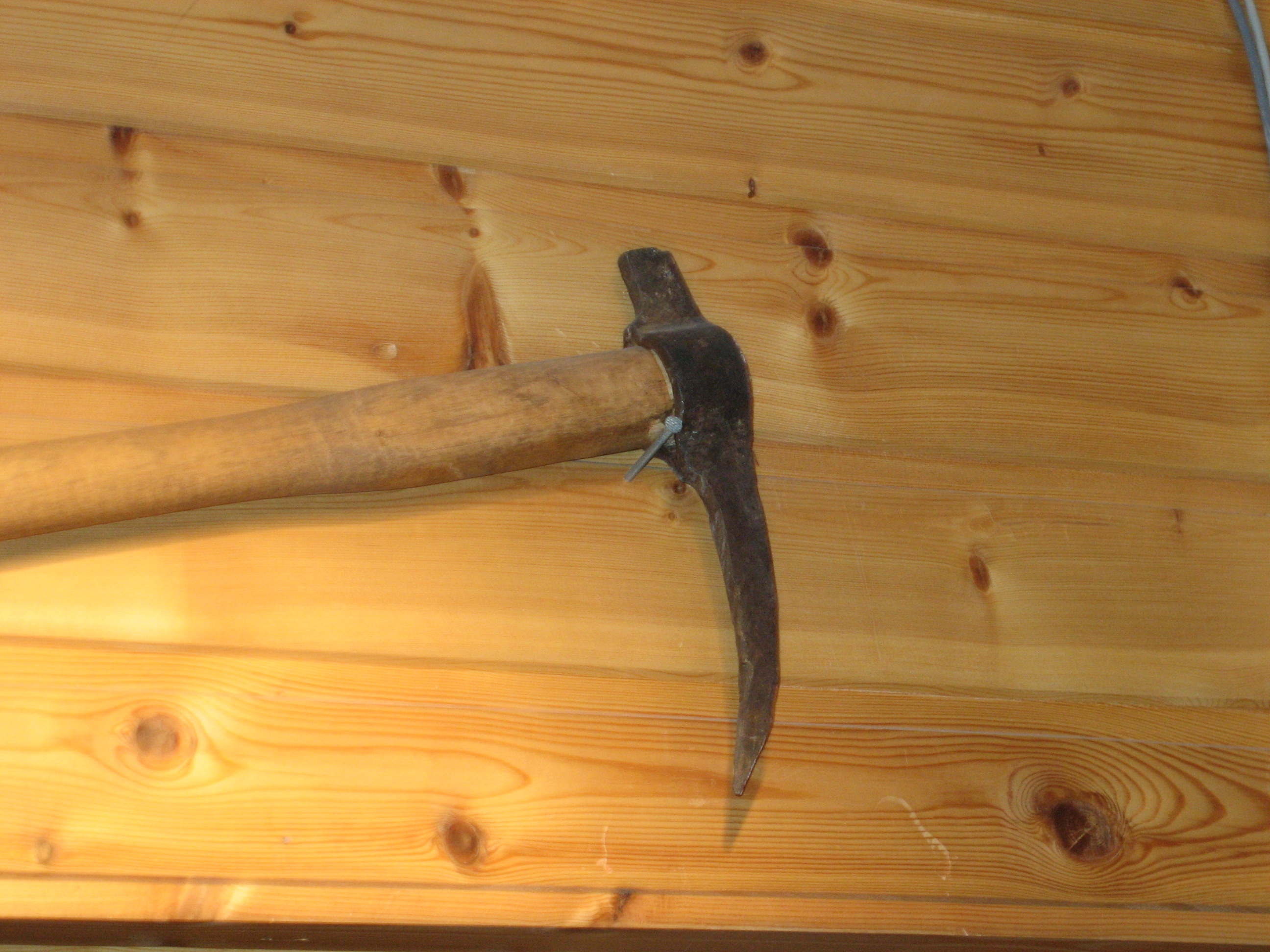
Un hakapik en una armería noruega.

El Hakapik es un arma y herramienta que se utiliza para cazar focas. Esta arma consiste en un mango de madera con una cabeza metálica, que tiene un pico en un lado y la forma de un martillo en el otro.
El hakapik es ampliamente utilizado en la caza de focas porque permite a los cazadores matar al animal sin dañar su pelaje. Además, los estudios llevados a cabo por científicos veterinarios estadounidenses durante la caza de focas en las islas Pribilof de Alaska, parecen sugerir que, si se utiliza correctamente, el hakapik, gracias a su forma, es la herramienta más adecuada para matar al animal tan rápida y indoloramente como sea posible. Un artículo publicado en septiembre de 2002, por algunos miembros de la Asociación Médica Veterinaria Canadiense, parece confirmar esta hipótesis.